# Рашкулёв, Дмитрий Харлампиевич
Дмитрий Харлампьевич Рашкулев (1929—1986) — председатель колхоза, Герой Социалистического Труда.
Избирался депутатом Верховного Совета СССР VI, VII, VIII-го созывов, избирался членом Вулканештского РК КП Молдавии, депутатом местных советов трудящихся[уточнить].

## Биография
Родился в семье крестьянина — бедняка. Четырнадцатилетним подростком начал трудиться в совхозе «Белый уголь» Ставропольского края, куда вместе с семьей был эвакуирован в начале Великой Отечественной войны.
С 1946 года Дмитрий Рашкулев работал инструктором, а затем заведующий отделом кадров Вулканештского райкома комсомола, директором Дома пионеров. В 1950 году был призван в ряды Советской Армии. После демобилизации работал инструктором Вулканештского РК КП Молдавии, секретарём партийной организации Чишмикиойской МТС, председателем колхоза им. К. Маркса Вулканештского района.
В 1960 году Дмитрий Харлампьевич был избран председателем колхоза «Гигант» этого же района. За 12 лет работы на посту председателя этого крупнейшего в районе хозяйства показал себя инициативным и умелым организатором сельскохозяйственного производства. Дмитрий Харлампьевич постоянно проявлял заботу о повышении культуры земледелия, внедрении в производство достижений науки и передовой практики. Колхоз «Гигант» под руководством Рашкулева стал одним из богатейших хозяйств в МССР.

## Награды

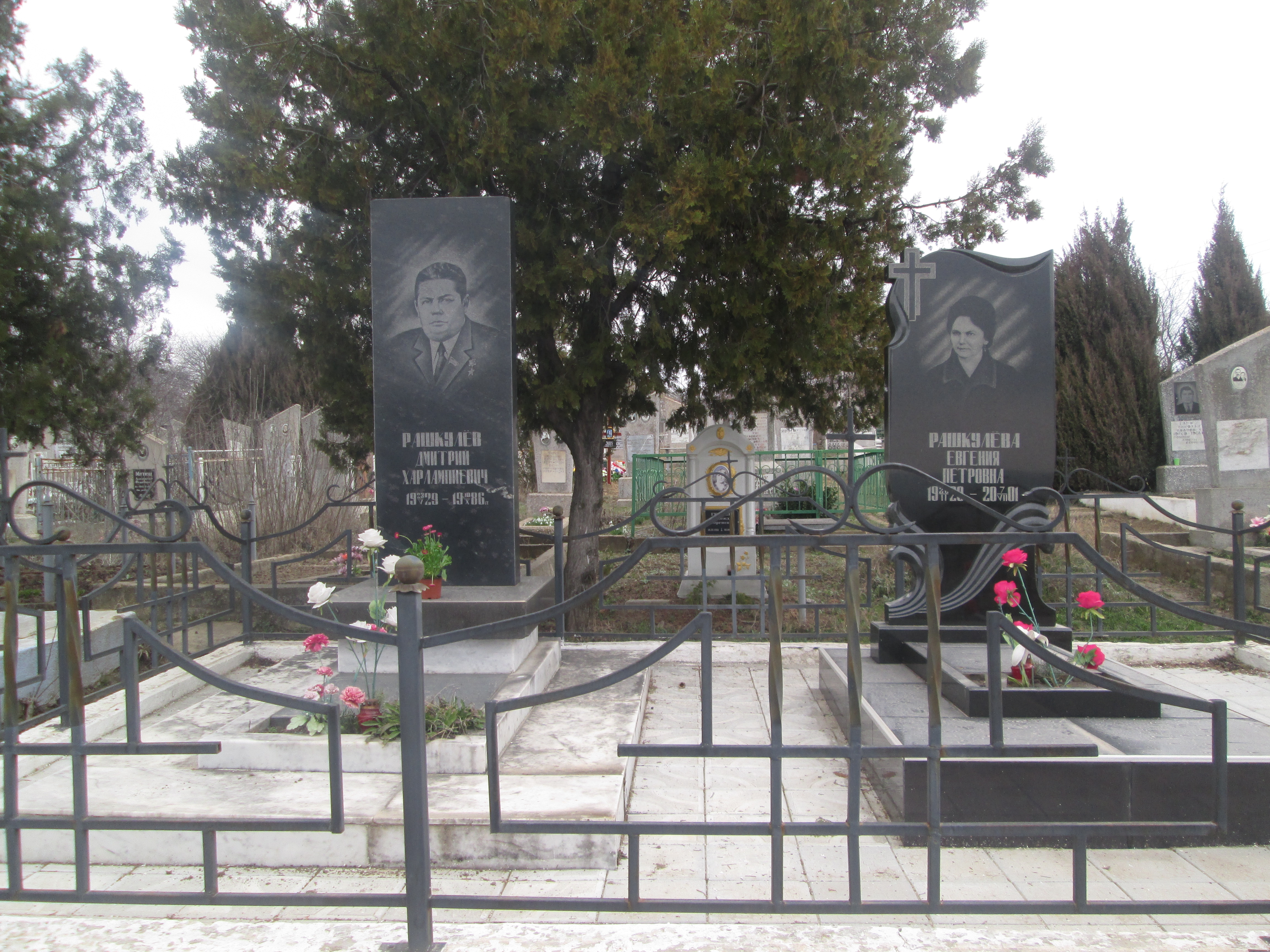
Могила на Старом Вулканештском кладбище

Указом Президиума Верховного Совета СССР от 8 апреля 1971 года за высокие успехи, достигнутые в развитии сельскохозяйственного производства, Дмитрию Харлампьевичу Рашкулеву присвоено звание Героя Социалистического Труда с вручением ордена Ленина и золотой медали «Серп и Молот». Дмитрий Рашкулев также награждён орденом Ленина и орденом Октябрьской Революции, медалью «За доблестный труд».

## Память
- На аллее Славы гагаузов в столице Гагаузской Автономии — Комрате установлена стела с барельефом Героя Социалистического Труда Дмитрия Харлампьевича Рашкулева.
- В Вулканештах была названа улица в честь Дмитрия Харлампьевича.